# خوسيه مانويل لوبيز غاسبار
خوسيه مانويل لوبيز غاسبار (بالإسبانية: José Manuel Lopez Gaspar) (12 يوليو 1987 بقصرش في إسبانيا - ) هو لاعب كرة قدم إسباني في مركز جناح ‏. لعب مع نادي بطليوس ونادي هويسكا ويونيون ديبورتيفا لوغرينييس ونادي كاسيرينو ونادي ماردة ‏.

## وصلات خارجية
- خوسيه مانويل لوبيز غاسبار على موقع قاعدة بيانات كرة القدم.إي يو (الإنجليزية)
- خوسيه مانويل لوبيز غاسبار على موقع Soccerway.com (الإنجليزية)
- خوسيه مانويل لوبيز غاسبار على موقع AS.com (الإسبانية)